# Johan Schrøder (arkitekt)
 Der er flere personer med dette navn, se Johan Schrøder.
Johan Schrøder (født 25. september 1836 i København, død 18. december 1914 sammesteds) var en dansk arkitekt, der primært havde sit virke i København. Hans søn, Kay Schrøder, var også arkitekt. Schrøders festlige bygninger i historicistisk stil præger stadig hovedstaden. Schrøder var bror til maleren Bernhard Schrøder.

## Uddannelse
Johan Schrøder var søn af bagermester Johan Georg Schrøder (1791-1874) og Henriette Christine f. Bernsteen (1803-1889). Samtidig med at han var i tømrerlære og senere arbejdede som svend, fik han adgang til Kunstakademiets skoler, blev i december 1852 elev af arkitekturklassen og vandt, efter at G.F. Hetsch og N.S. Nebelong havde opfordret ham til at gå kunstnervejen, i 1861-1862 den mindre og den store sølvmedalje i arkitekturen. I disse år 1860-62 tegnede han om sommeren for arkitekt Jacob Wilhelm Nordan i Christiania. Snart efter trådte han i praktisk virksomhed i København som konduktør for J.D. Herholdt ved opførelsen af Københavns 2. banegård.

## Rejser
Han var derpå udenlands i Skotland, England og Frankrig med understøttelse fra Det Kongelige Danske Landhusholdningsselskab og Den Reiersenske Fond, og tegnede i forskellige byer for arkitekter der.

## Karriere
Efter sin hjemkomst bosatte han sig i København, hvor han blev bygningsinspektør for det tredje distrikt 1888-1913. Han har bygget en del, for det meste private, ejendomme. Enkelte af disse, som Østergade 34, hvis forside er ganske af glas og jern, havde deres betydning i konstruktiv henseende, ved andre, som legationsråd F.C. Bruuns landsted, Hvidøre, ved Strandvejen, Østergade 4, med forside af udskåret kalksten, Østergade 18 (Svaneapoteket, nedrevet), havde han haft frihed til at give bygningerne en udstyrelse i mere kunstnerisk retning. Endvidere kan nævnes Niels Juels Gade 12 for bogtrykker Schultz, flete anselige villaer i Københavns omegn, Oremandsgård ved Præstø og ombygningen af Hvedholm ved Faaborg samt ombygningen af Schimmelmanns Palæ til Concertpalæ. I 1866 vandt han den første præmie ved konkurrence om en industriudstillingsbygning, men hans udkast blev ikke brugt. I 1876 blev Georg Wittrock optaget som hans medarbejder, men denne trådte i 1889 atter ud af forbindelsen.

## Stil
Johan Schrøder arbejdede i historicismens formsprog. Som de fleste af sine samtidige arkitekter bevægede Schrøder sig fra den frie historicisme hen imod en mere stilhistorisk sikker anvendelse af de arkitektoniske virkemidler. Skt. Annæ Plads 17 er et ugraciøst, nygotisk borgerhus, mens hans hovedværk, Hvidøre, er langt mere afklaret. Landstedet har en sikker plandisposition, orienterer sig mod sollyset og giver gennem sin asymmetri mulighed for fleksible tilføjelser. Med Odd Fellow Palæets koncertsal fik han en passende mulighed for at udfolde sin, med nekrologens ord, måske vel overdrevne luksus med anbringelse af arkitektoniske enkeltheder.
Schrøder ægtede den 22. september 1871 Ida Gustave Glahn (30. september 1848 i København – 26. august 1919 sst.), datter af general Poul Egede Glahn og Ottilie Alberta Caroline Elisa Henriette f. von Seyffarth.

## Udvalgte værker

### Nybyggerier
- Harald Hansens Palæ, Sankt Annæ Plads 17, København (1868, tilskrives også C.V. Nielsen)
- Frederiksberg Allé 104, Frederiksberg (1871, fredet)
- J.H. Schultz' bogtrykkeri, Niels Juels Gade 12, København (1871, nedrevet 1964)
- Hvidøre, landsted i Klampenborg for legationsråd F.C. Bruun (1871-72, skulpturer af Otto Evens, ombygget af Schrøder 1906)[2]
- Beboelsesejendom, Gammel Kongevej (1872)
- Østergade 4, København (1872)
- Helgolandsgade 2/Vesterbrogade 13 (1875)
- Villa Springforbi, Strandvejen, Springforbi (1875, nedrevet 1942 som led i Springforbiplanen)
- Sømandshjemmet, fra 1912 Prinsesse Maries Hjem for gamle Sømænd og Sømænds Enker, ældste fløj, Wildersgade 68/Bådsmandsstræde 9, Christianshavn (1878)[3]
- Villa Sømærket for stabslæge Carl Friderichsen, Vedbæk Strandvej 392, Vedbæk (1885)[4]

Sammen med Georg Wittrock (fra 1876 til 1889):
- Østergade 34 (1876, nedrevet 1901)
- Svaneapoteket, Østergade 18 (1877, nedrevet 1933)
- Holger Petersens Tekstilfabrik, Tagensvej, København (1883, fredet)
- Villa Aurehøj, med bronzealderhøjen Aurehøj i haven, Aurehøjvej 12, Hellerup (1884)
- Landstedet Heslehøj for grosserer Andreas Henningsen, Baunegårdsvej 75A/Ole Olsens Allé 17, Hellerup (1884-85, ombygget 1893 af Schrøder, ombygget og forenklet 1915 af Cosmus Bræstrup)
- Vesterbrogade 2B/Jernbanegade, København (1886?, nedrevet?)[5]
- Th. Wessel & Vetts dampvæveri, Landskronagade (1887, nedrevet)
- Theodor Wessels og Emil Vetts villaer i Tårbæk

Alene igen:
- Villa, Gersonsvej 8, Hellerup (1895, nu Elfenbenskystens ambassade)
- Villa for grosserer Emil Vett, Kristianiagade 7, København (1897-98)
- Beboelsesejendom Frederiksberggade 2/Gammeltorv, København (1899)
- Vandtårnet på H.A. Clausens Vej, Gentofte (1899, nedrevet 1957)
- Pakhus, Sortedam Dossering 55, København (1901, ombygget)
- Museumsbygning til Nivaagaards Malerisamling, Gammel Strandvej, Nivå (1903)
- Sukkerfabrik i Kongens Lyngby

### Restaureringer og ombygninger
- Oremandsgaard, ombygning af hovedbygningen (1869-70)
- Hvedholm, ombygning af hovedbygningen i nyrenæsancestil (1878-82, fredet)
- Schimmelmanns Palæ, Bredgade 28 i København, nu Odd Fellow Palæet, ombygning til koncertpalæ (1884-90) i samarbejde med Georg Wittrock (udvidet med stor og lille koncertsal samt basarbygninger med pavilloner, kuplerne på pavillonerne fjernet i 1950'erne, den store koncertsal nedbrændt 1992 og ikke genopført)
- Restaurering af og tilbygning til Gentofte Kirke (1895-96)

### Projekter
- Industriudstillingsbygning i København (1866, præmieret)
- Ombygning af Marienlyst Slot (1877)